# Philodicus canescens
Philodicus canescens là một loài ruồi trong họ Asilidae. Philodicus canescens được Walker miêu tả năm 1855. Loài này phân bố ở miền Australasia.